# Samsung Galaxy Tab S2 9.7
Samsung Galaxy Tab S2 9.7 — планшетный компьютер на базе Android, производимый и продаваемый компанией Samsung Electronics. Принадлежащий к высококлассной линейке «S», он был анонсирован 20 июля 2015 года и выпущен в сентябре 2015 года вместе с Samsung Galaxy Tab S2 8.0. Он доступен в вариантах «только Wi-Fi» и Wi-Fi/ 4G LTE.

## История
Galaxy Tab S2 9.7 был анонсирован 20 июля 2015 года в пресс-релизе Samsung.
Выпуск обновления Android 7.0 начался в апреле 2017 года.

## Функции
Устройство работает под управлением Android 5.1.1 Lollipop с программным пакетом Samsung TouchWiz. Обновление до Android 6.0.1 Marshmallow было выпущено в июне 2016 года. Galaxy Tab S2 9.7 доступен в вариантах только с Wi-Fi и 4G / LTE & Wi-Fi. Объем памяти варьируется от 32 ГБ до 64 ГБ в зависимости от модели, со слотом для карт microSDXC для расширения до 128 ГБ. Он имеет объем оперативной памяти 3 ГБ для достойной вычислительной мощности. Дисплей представляет собой экран Super AMOLED (4:3) с разрешением 2048x1536 пикселей. Он также оснащен 2,1-мегапиксельной фронтальной камерой и 8,0-мегапиксельной задней камерой с автофокусом без светодиодной вспышки. Он также имеет возможность записывать HD-видео. Аппаратная кнопка «Домой» служит сканером отпечатков пальцев.
Galaxy Tab S2 9.7 берет черты дизайна от телефонов серии Galaxy Note 4 2014 года и Galaxy A 2015 года, поскольку устройство имеет окрашенную металлическую рамку со скошенными краями и пластиковую заднюю панель, а также дизайн камеры, похожий на Galaxy S6. Он доступен в черном, белом или золотом/бежевом цветах. При толщине 5,6 мм Tab S2 9.7 по состоянию на сентябрь 2022 года по-прежнему является одним из самых тонких планшетов в мире вместе с меньшим экраном Samsung Galaxy Tab S2 8.0.